# Tre cerchi rossi
Tre cerchi rossi (The Scarlet Circle o Light from a Lantern) è un romanzo giallo del 1943 scritto da Jonathan Stagge (pseudonimo del duo di giallisti già operanti come Patrick Quentin); è il sesto della serie con protagonisti il dottor Hugh Westlake e sua figlia Dawn.

## Trama
Il dottor Westlake e sua figlia Dawn sono in vacanza nel villaggio di pescatori di Cape Talisman, dove Westlake si recava spesso con la defunta moglie. È la fine dell'estate, e sono rimasti pochi turisti. E per fortuna: perché proprio in quei giorni un serial killer inizia a colpire. Inizialmente viene uccisa una giovane bella e chiacchierata, e quindi si cerca il colpevole tra le sue amicizie. Ma poi alla prima vittime se ne aggiungono altre: sono tutte giovani donne con la particolarità di avere un neo sulla pelle. L'assassino le strangola, e attorno al neo traccia con mano ferma un cerchio scarlatto per qualche misterioso motivo psicopatico. Ma è davvero la psicopatia il movente di questi delitti? O c'è qualche movente perfettamente razionale dietro questa catena di delitti? Magari un motivo sepolto: sepolto nel passato dei sospettati, e nel cimitero del piccolo paese. Cimitero nel quale una presenza spettrale con una lanterna sembra aggirarsi ogni notte, a scavare tra le vecchie tombe...

## Personaggi principali
- Hugh Westlake, medico di Kenmore
- Dawn Westlake, sua figlia
- Mitchell, proprietario dell'albergo di Cape Talisman
- Virgil Fanshawe, pittore
- Marion Fanshawe, sua moglie
- Bobby Fanshawe, loro figlio
- Nellie Wood, governante di Bobby
- Signorina Heywood, ospite dell'albergo di Cape Talisman
- Benhamin Usher, impresario di pompe funebri
- Maggie Hillman, cameriera
- Buck Valentine, istruttore di nuoto
- Harold Gilchrist, medico
- Ispettore Sweeney

## Edizioni italiane
- Tre cerchi rossi, collana Il Giallo Mondadori n. 141, Arnoldo Mondadori Editore, ottobre 1951.
- Tre cerchi rossi, collana I classici del Giallo Mondadori n. 384, Arnoldo Mondadori Editore, ottobre 1981, pp. 163.